# Bongawan
Bongawan ist eine Kommune im Westen des malaysischen Bundesstaats Sabah. Bongawan liegt in der West Coast Division, etwa 60 Kilometer südlich der Landeshauptstadt Kota Kinabalu. Verwaltungstechnisch gehört sie zum Distrikt Papar.

## Demographie
Die Bevölkerung beträgt laut der letzten Volkszählung 253 Einwohner und setzt sich überwiegend aus Malaien und Chinesen zusammen.

## Etymologie
Der Name Bongawan leitet sich von „Bangau“ ab, der lokalen Bezeichnung für einen Silberreiher. Diese Vogelart ist auf den Reisfeldern der Umgebung häufig anzutreffen.

## Sehenswürdigkeiten
Bongawan gehört zu den wenigen Kommunen, in denen sich die alten Ladengeschäfte aus der Zeit vor dem Zweiten Weltkrieg erhalten haben. Anders als in den größeren Städten, die durch japanische und alliierte Angriffe schwer zerstört wurden, haben die hölzernen Gebäude aus dem Jahr 1939 die Zeit überdauert. Die meisten Läden werden von Hakka und Hokkien geführt.

## Infrastruktur

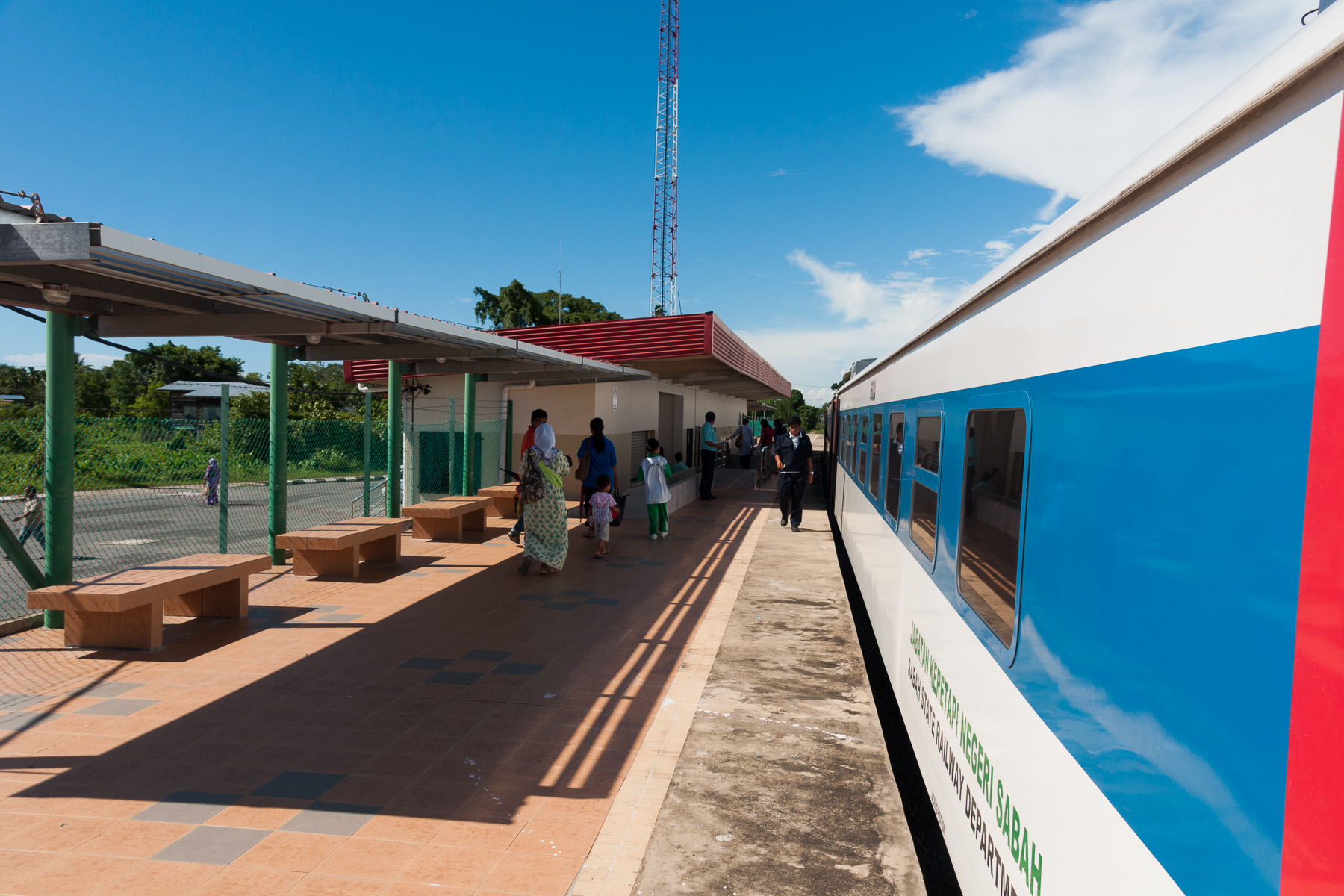
Haltepunkt Bongawan

Bongawan ist mit einem Haltepunkt an die Eisenbahnstrecke Kota Kinabalu—Tenom der Sabah State Railway angebunden. Eine Zubringerstraße verbindet den Ort mit der Fernstraße A2 (Pan Borneo Highway).